# Lusignan Mária nápolyi királyné
Lusignan Mária (Genova, 1381 – Nápoly, 1404. szeptember 4.), franciául: Marie de Lusignan, görögül: Μαίρη της Κύπρου, olaszul: Maria di Lusignano, örményül: Մարիա Լուսինյան, horvátul: Marija od Lusignana, latinul: Maria de Leziniaco, ciprusi, örmény és jeruzsálemi királyi hercegnő, nápolyi (szicíliai) és dalmát királyné, címzetes magyar királyné. Míg férje a magyar királyi trón elfoglalására tett kísérlete idején Dalmáciában tartózkodott, és Dalmácia fővárosában, Zárában 1403. augusztus 5-én Kanizsai János esztergomi érsek "magyar királlyá" is koronázta, Mária a Nápolyi Királyság régensi tisztét töltötte be. I. Janus ciprusi király húga. A Lusignan(-Poitiers)-ház ciprusi királyi ágának a tagja.

## Élete
A francia eredetű Lusignan(-Poitiers)-család Cipruson uralkodó dinasztiájából származott. Apja I. Jakab ciprusi király, édesanyja Helvis braunschweig-wolfenbütteli hercegnő. Anyja révén I. Izabella örmény királynő és I. Hetum örmény király leszármazottja volt.
Máriát 22 évesen 1403-ban I. (Durazzói) László nápolyi királyhoz adták feleségül. László még ugyanezen évnek a júliusában a magyar királyi trón elfoglalására tett kísérlete idején Dalmáciába hajózott, és Dalmácia fővárosában, Zárában 1403. augusztus 5-én Kanizsai János esztergomi érsek "magyar királlyá" is koronázta. Mária ez idő alatt a Nápolyi Királyság régensi tisztét töltötte be. László még 1403. november 7-én visszatért Nápolyba, és ekkor Mária elsőfokú unokatestvérét, Lusignan János (1360 előtt–1410 után) címzetes bejrúti urat, Lusignan János ciprusi régens természetes fiát tette meg Dalmácia helytartójának (1403–1409) Zárában. Mária a következő évben gyermektelenül meghalt, és László továbbra is törvényes utódok nélkül maradt. Máriát Nápolyban a San Domenico Maggiore templomban helyezték örök nyugalomra.